# Walter Narchi
Walter Narchi (São Paulo, 2 de setembro de 1929 – 23 de junho de 2004) foi um biólogo marinho, pesquisador e professor universitário brasileiro. 
Pesquisou principalmente a anatomia funcional de conchas bivalves e, de 1960 a 2004, escreveu mais de 60 artigos, alguns com descrições de espécies novas.

## Biografia
Walter Narchi estudou história natural na Universidade de São Paulo de 1951 a 1954. Ele fez seu doutoramento sobre foraminíferos de 1955 a 1960 e se concluiu em 1960 com a tese “Sobre Lagenidae e Nodosariidae recentes do Brasil (Foraminifera) (Em recentes Lagenidae e Nodosariidae do Brasil). Seu doutorado foi supervisionado pelo cientista alemão-judeu emigrado Ernst Marcus (1893-1968). Ernst Marcus, professor de biologia na Universidade de Berlim e demitido devido às leis de Nuremberg, mudou-se em 1936 com sua esposa Eveline du Bois-Reymond Marcus para São Paulo. Ernst Marcus lecionou na Universidade de São Paulo e iniciou estudos taxonômicos em invertebrados nativos do Brasil.
Em 1967, Narchi foi convidado como cientista visitante da University of the Pacific Stockton, Califórnia. De janeiro a dezembro de 1967, ele conduziu diversas pesquisas na Pacific Marine Station, Dillon Beach, Marin County, Califórnia, onde foi apoiado pelo diretor Edmund H. Smith.
De volta ao Brasil, Narchi aceitou o convite de Paulo Sawaya em 1968 para fundar o departamento de Zoologia da Faculdade de Filosofia, Ciências e Letras de Rio Claro, atual Universidade Estadual Paulista, enquanto trabalhava paralelamente como pesquisador no departamento de Zoologia da Universidade de São Paulo.
Em 1977, a convite de Brian Morton, da Universidade de Hong Kong, Narchi participou do Primeiro Workshop Internacional sobre a Malacofauna de Hong Kong e o Sul da China em Hong Kong. Seus estudos em Hong Kong resultaram em duas publicações.
De 1977 a 1981, foi chefe do departamento de Zoologia do Instituto de Biociências da Universidade de São Paulo. Narchi tornou-se professor catedrático em 1981 e diretor do Instituto de Biociências de sua universidade de 1981-1985 sendo sucessor de Diva Diniz Corrêa.
Entre os numerosos alunos de Narchi encontra-se o antigo Secretário do Meio Ambiente Paulo Nogueira Neto.

### Vida pessoal
Narchi nasceu em 1929 em São Paulo. Seus pais, cristãos ortodoxos, emigraram de Homs, na Síria para o Brasil no começo do século XX. Ele se casou com Estela Aparecida Narchi (nascida Pasqualini, *1932 em Santa Ernestina, São Paulo), que também estudou história natural na Universidade de São Paulo e foi professora de biologia do ensino médio com quem teve três filhos.

## Outras atividades
Após viagens de campo pelo estado da Bahia, Narchi reconheceu a necessidade de criar um parque nacional marinho na região de Abrolhos em 1969. Iniciou um projeto juntamente com Aílton Brandão Joly e Eduardo Cyrino de Oliveira-Filho. Em seu constante compromisso com o meio ambiente, Narchi foi membro do comitê científico da Associação de Defesa da Flora e Fauna (ADFF) de 1973 a 1976, hoje: Associação de Defesa do Meio Ambiente (ADEMA- SP) e, de 1979 a 1987, membro do conselho da Fundação Parque Zoológico de São Paulo (FPZSP) (Fundação do Jardim Zoológico de São Paulo). De 1981 a 1991, Narchi foi presidente da Sociedade Brasileira de Malacologia (SBM) (Sociedade Brasileira de Malacologia) e continuou com seu trabalho de proteção ambiental e de promoção da malacologia (estudo dos moluscos) no Brasil.

## Descrições de espécies novas (seleção)
- Lagena ycatupe (Narchi, 1962)
- Fissurina coacatu (Narchi, 1962)
- Fissurina evelinae (Narchi, 1962)
- Fissurina juruta (Narchi, 1962)
- Nodosaria boigra (Narchi, 1962)
- Saracenaria tayaçu (Narchi, 1962)
- Ceratobornia cema (Narchi, 1966)
- Petricola stellae (Narchi, 1975)
- Eutima sapinhoa (Narchi,Hebling, 1975)

## Espécie descrita em sua homenagem
- Mysella narchii (Passos & Domaneschi, 2006)

## Trabalhos selecionados
- Narchi, W. - The relationship between the unilateral siphonal organ and labial palps of Macoma constricta (Bruguière, 1792) (Bivalvia: Tellinidae). Journal of Molluscan Studies, Vol. 69, p. 359-364, 2003.
- Narchi, W. - Functional adaptation of Brazilian bivalves correlated with the substratum. in: V Congreso Latinoamericano de Malacología - Programa, Resúmenes y Anales, p. 169-178, 2002.
- Narchi, W.; Dario, F. - Functional morphology of Tivela ventricosa (Gray, 1838) (Bivalvia: Veneridae). The Nautilus, Philadelphia, USA,  Vol. 116, Nr. 1, p. 13-24, 2002.
- Narchi, W.; Passos, F. D.; Domaneschi, O. - Bivalves Antárticos e Subantárticos coletados durante as Expedições Científicas Brasileiras à Antártica I a IX (1982-1991). Revista Brasileira de Zoologia, Vol. 19, Nr. 3, p. 645-675, 2002.
- Narchi, W.; Guéron, C. O. C. - Anatomia funcional de Protothaca (Leukoma) pectorina (Lamarck) (Bivalvia: Veneridae). Revista Brasileira de Zoologia, Vol. 17, Nr. 4, p. 1007-1039, 2000.
- Narchi, W.; Lopes, S. G. B. C., Domaneschi, O. - Digestive tract and functional anatomy of the stomach of Nausitora fusticula (Jeffreys, 1860) (Bivalvia: Teredinidae). The Veliger Vol. 41, Nr. 4, p. 351-365, 1998.
- Narchi, W.; Lopes, S. G. B. C. - Functional Anatomy of Nausitora fusticula (Jeffreys, 1860) (Bivalvia: Teredinidae). The Veliger, USA, Vol. 41, Nr. 3, p. 274-288, 1998.
- Narchi, W.; Bueno, M. S. G. - Anatomia funcional de Perna perna (Linne, 1758) (Bivalvia: Mytilidae), Revista Brasileira de Zoologia, Vol. 14, Nr. 1, p. 135-168, 1997.
- Narchi, W.; Lopes, S. G. B. C. - Recrutamento larval e crescimento de Teredinidae (Mollusca - Bivalvia) em região entremarés de manguezais. Revista Brasileira de Oceanografia, Vol. 45, Nr. 1/2, p. 77-88, 1997.
- Narchi, W.; Domaneschi, O. - An anomalous Specimen of Petricola stella (Narchi, 1975) from the Littoral of the State of São Paulo, Brazil. The Veliger, USA, Vol. 38, Nr. 3, p. 270-272, 1995.
- Narchi, W.; Domaneschi, O. - Functional morphology of Heterodonax bimaculatus (Linne, 1758) (Bivalvia: Psammobiidae). American Malacological Bulletin, Vol. 10, Nr. 2, p. 139-152, 1993.
- Narchi, W.; Domaneschi, O. - The functional anatomy of Sphenia antillensis Dal & Simpson, 1901 (Bivalvia: Myidae). The Journal of Molluscan Studies, Vol. 59, p. 195-210, 1993.
- Narchi, W.; Lopes, S. G. B. C. - Levantamento e distribuição das espécies de Teredinidae (Mollusca: Bivalvia) no manguezal da Praia Dura, Ubatuba, São Paulo, Brasil. Bolletim do Instituto Oceanográfico, Vol. 41, Nr. 1/2, p. 29-38, 1993.
- Narchi, W. - On the conservation of the binomen Donax hanleyanus Philippi, 1847 (Bivalvia: Mollusca). Boletim de Zoologia, Vol. 10, p. 305-310, 1986.
- Narchi, W. - Família Glossidae (Mollusca: Bivalvia). Informativo da Sociedade Brasileira de Malacologia, Vol. 45, p. 9-12, 1985.
- Narchi, W. - Família Leptonidae Gray, 1847 (Mollusca: Bivalvia). Informativo da Sociedade Brasileira de Malacologia, Vol. 52, p. 9-12, 1985.
- Narchi, W.; Avelar, W. E. P. - Anatomia funcional de Brachidontes darwinianus darwinianus (Orbigny, 1846) (Mollusca: Bivalvia). Papéis Avulsos de Zoologia, Vol. 35, Nr. 27, p. 331-359, 1984.
- Narchi, W.; Avelar, W. E. P. - Anatomia funcional de Brachidontes solisianus (Orbigny, 1846) (Mollusca: Bivalvia). Boletim de Zoologia, Vol. 8, p. 215-237, 1984.
- Narchi, W.; Avelar, W. E. P. - Behavorial aspects of Brachidontes darwinianus darwinianus (Orbigny, 1846) and Brachidontes solisianus (Orbigny, 1846) (Bivalvia: Mytilidae). Inheringia: Série Zoologia, Vol. 63, p. 125-132, 1983.
- Narchi, W.; Bueno, M. S. G. - Anatomia funcional de Mytella charruana (Orbigny, 1846) (Bivalvia: Mytilidae). Boletim de Zoologia, Vol. 6, p. 113-145, 1983.
- Narchi, W. - Donax hanleyanus Philippi, 1847, proposed conservation and proposed supression of Donax hilairea Gherin, 1832 (Mollusca: Bivalvia). The Bulletin of Zoological Nomenclature, Vol. 40, Nr. 3, p. 188-189, 1983.
- Narchi, W. - Aspects of the adaptive morphology of Mesodesma mactroides (Bivalvia Mesodesmatidae). Malacologia, Vol. 21, Nr. 1/2, p. 95-110, 1981.
- Narchi, W. - A comparative study of the functional morphology of Caecella chinensis Deshayes, 1855 and Asaphis dichotoma (Anton, 1839), from Ma Shi Chau, Hong Kong. Proceedings of the First International Workshop of the Malacofauna of Hong Kong and South China, Hong Kong, p. 277-289, 1980.
- Narchi, W. - On the biology of Veremolpa scabra (Hanley, 1845) (Bivalvia: Veneridae) from the South China seas. Proceedings of the First International Workshop of the Malacofauna of Hong Kong and South China, Hong Kong, p. 253-276, 1980.
- Narchi, W.; Assis, R. C. M. F. - Anatomia funcional de Lucina pectinata (Gmelin, 1791) (Lucinidae: Bivalvia). Boletim de Zoologia, Vol. 5, p. 79-110, 1980
- Narchi, W.; Gabriele, M. A. - Anatomia funcional de Chione subrostrata (Lamarck, 1818). Revista Nordestina de Zoologia, Vol. 3, p. 25-46, 1980.
- Narchi, W. - Studies on the benthic ecology and functional adaptations of some bivalves correlated with the substratum. Memories del Seminario de Ecologia Bentonica e Sedimentar de la Plataforma Continental del Atlántico sud, p. 185-191, 1979.
- Narchi, W. - Functional Anatomy of Donay hanleyanus Philippi, 1847 (Donacidae: Bivalvia). Boletim de Zoologia, Vol. 3, p. 121-142, 1978.
- Narchi, W. - Functional Anatomy of a new Petricola (Mollusca: Bivalvia) from the Littoral of Sao Paulo, Brazil. Proceedings of the Malacological Society of London, England, Vol. 41, Nr. 5, p. 451-465, 1975.
- Narchi, W.; Hebling, N. J. - The Life Cicle of the Commensal Hydromedusa Eutima sapinhoa (new species). Marine Biology , USA, Vol. 30, p. 73-78, 1975.
- Narchi, W. - Aspectos ecológicos e adaptivos em bivalves do litoral paulista. Papéis Avulsos de Zoologia, Vol. 27, Nr. 19, p. 235-262, 1974.
- Narchi, W. - Comparative Study of the functional morphology of Anomalocardia brasiliana (Gmelin, 1791) and Tivela mactroides (Born, 1778) (Bivalvia: Veneridae). Bulletin of Marine Sciences, USA, Vol. 22, Nr. 3, p. 643-670, 1972.
- Narchi, W. - Aspectos da biologia marinja. Revista Paulista de Medicina, p. 199-202, 1972.
- Narchi, W. - Comparative study of the functional morphology of Anomalocardia brasiliana (Gmelin, 1791) and Tivela mactroides (Born, 1778) (Bivalvia: Veneridae). Bulletin of Marine Science, Vol. 22, Nr. 3, p. 643-670, 1972.
- Narchi, W. - The presence of byssus in adult Transennella tantilla (Gould) (Veneridae: Bivalvia). The Wasmann Journal of Biology, Vol. 28, Nr. 2, p. 233-236, 1970.
- Narchi, W. - Observations on living Foraminifera. Boletim da Faculdade de Filosofia e Ciências da Universidade de São Paulo, Zoologia, Biologia Marinha NS, Vol. 26, p. 295-309, 1969.
- Narchi, W. - The functional morphology of Lyonsia californica Conrad, 1837 (Bivalvia). The Veliger, Vol. 10, Nr. 4, p. 305-313, 1968.
- Narchi W. - The functional morphology of Ceratobornia cema, new species of the Erycinacea (Mollusca: Eulamellibranchiata). Anais da Academia Brasileira de Ciências, Vol. 38, Nr. 3/4, p. 513-524, 1966.
- Narchi, W. - A new species of Pseudomyicola Yamaguti, 1936. Anais da Academia Brasileira de Ciências, Vol. 37, Nr. 2, p. 359-361, 1965.
- Narchi, W. - A new genus of Foraminifera from South Atlantic. Anais da Academia Brasileira de Ciências, Vol. 34, Nr. 2, S. 227-279, 1962.
- Narchi, W. - Dentostomina besnardii, nova espécie de foraminífero. Boletim do Instituto Oceanográfico da USP, Vol. 9, Nr. 3, p. 75-78, 1961.
- Narchi, W. - Reencontro de Carpenteria no Brasil (Foraminifera). Anais da Academia Brasileira de Ciências, Vol. 32, Nr. 3/4, p. 391-394, 1960.
- Narchi, W. - Foraminíferos recentes do Brasil. Boletim do Instituto Oceanográfico da USP, Vol. 7, Nr. 1/2, p. 161-192, 1956.

Para fechar lacunas na literatura didática em língua portuguesa, Narchi também publicou os seguintes livros:
- Narchi, W. - A Cobra – Vertebrados – Edart Livraria Limitada – São Paulo -1973.
- Narchi, W. - Crustáceos – Estudos Práticos – Editora Polygono Limitada e EDUSP - São Paulo -1973.
- Narchi, W. - A Barata - Edart Livraria Limitada – São Paulo -1967.